# Örebro (stad)
Örebro ⓘ is een Zweedse stad en gemeente gelegen aan de rivier de Svartån bij het Hjälmaren (Hjäl-meer) in het landschap Närke en de provincie Örebro län. De stad telde in 2023 128.658 inwoners en ligt met Stockholm en Uppsala in een relatief dichtbevolkt gebied in Midden-Zweden. Örebro is een van de steden in Zweden die in de periode 2005-2010 een snelle bevolkingsgroei doormaakten. 

## Geschiedenis
Örebro ontstond in de 13e eeuw als havenstadje en centrum voor de handel in ijzererts. Het fort, later slot, van Örebro speelde een belangrijke rol in middeleeuwse geschillen. In de verdere loop van de Zweedse geschiedenis bleek ook het politieke belang van de stad doordat er  vijftien maal een Rijksdag ("parlement") werd gehouden. In 1529 vond er een Synode (Concilie) van de nieuw-ontstane Gereformeerde Kerk plaats die verschillende theologische en organisatorische hervormingen doorvoerde. In 1854 werd de grotendeels houten stad door brand verwoest, daarna in steen weer opgebouwd. In het begin van de 20e eeuw stond Örebro bekend als "de schoenenstad" door de grote hoeveelheid aan schoenfabrieken. Halverwege de 20e eeuw kregen de dienstensector en het hoger onderwijs de overhand. Sedert 1977 huisvestte de stad een Universiteitscollege (hogeschool), dat in 1999 werd omgevormd tot de Universiteit van Örebro.

## Verkeer en vervoer

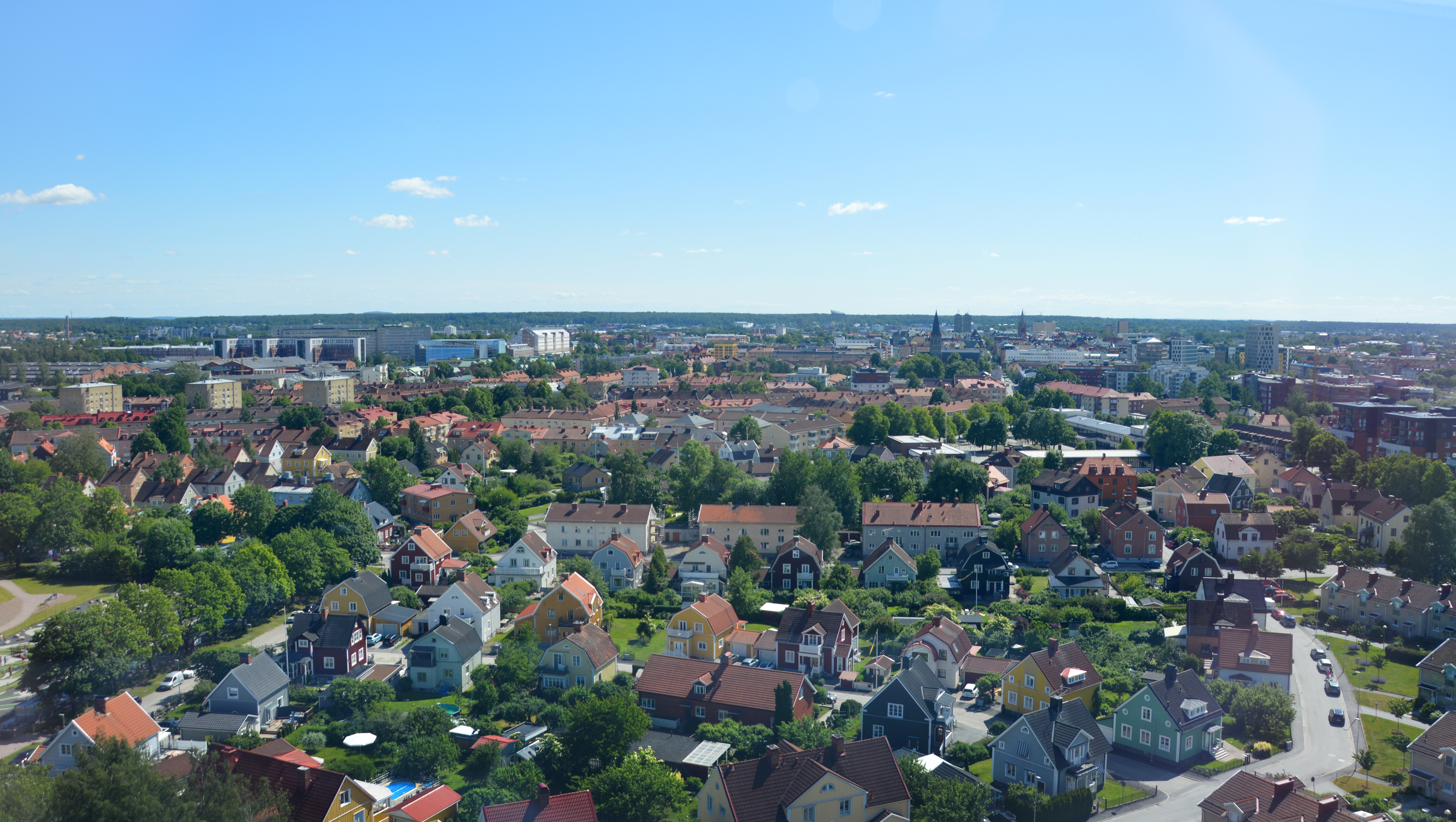
Zicht op het stadscentrum vanaf Svampen

Bij de plaats lopen de E18, E20, Riksväg 50, Riksväg 51, Riksväg 68 en Länsväg 207.
De plaats heeft een station aan de spoorlijn Stockholm - Örebro, Örebro - Skebäcks, Hallsberg - Örebro, de spoorlijn via de Bergslagen en de deels gesloten spoorlijn Örebro - Svartå.

## Bezienswaardigheden
Örebro is bekend van het Slot Örebro in het midden van het centrum en ook van de watertoren Svampen ('de paddenstoel'). Andere bezienswaardigheden zijn de Sint-Niklaaskerk, het neogotische Stadhuis, het openluchtmuseum Wadköping en de parken Slottsparken, Stadsparken en Stora Holmen. Een van de grootste evenementen in de stad is de kunstbiënnale Örebro OpenArt.

## Geboren
- Olaus Petri (1493-1552), kerkhervormer en humanist
- Hjalmar Bergman (1883-1931), schrijver en scenarist
- Karl Manne Georg Siegbahn (1886-1978), natuurkundige en Nobelprijswinnaar
- Bertil Lindblad (1895-1965), astronoom
- Eivar Widlund (1906-1968), voetballer
- Benny Lennartsson (1942), voetballer en voetbalcoach
- Börje Jansson (1942), motorcoureur
- Thomas Tidholm (1943), dichter en kinderboekenschrijver
- Ronnie Peterson (1944-1978), Formule 1-coureur
- Ola Brunkert (1946–2008), drummer
- Ingvar Carlsson (1947-2009), rallyrijder
- Daniel van Zweden (1973), echtgenoot van kroonprinses Victoria van Zweden
- Nina Persson (1974), zangeres van The Cardigans
- Nikola Šarčević (1974), bassist, zanger en tekstschrijver van Millencolin
- Abgar Barsom (1977), Aramees-Zweeds voetballer
- Johan Röjler (1981), schaatser
- Jens Byggmark (1985), alpineskiër
- Jimmy Durmaz (1989), Aramees-Zweeds voetballer
- Isaac Thelin (1992), voetballer

## Trivia
- Het bier "Närke Kaggen Stormaktsporter" wordt in Örebro gebrouwen, namelijk in brouwerij "Närke Kulturbryggeri".
- Het platenlabel Burning Heart Records is er gevestigd.